# Jobbik
Beweging voor een Beter Hongarije (Hongaars: Jobbik Magyarországért Mozgalom of kortweg Jobbik) is een Hongaarse politieke partij. Ondanks dat Jobbik oorspronkelijk bekend als een extreemrechtse partij, is de partij sinds het leiderschap van Gábor Vona sterk gematigder geworden, zelfs gematigder dan Fidesz. Het huidige Jobbik legt zijn nadruk op groen conservatisme en agrarisme, en beschrijft zichzelf als een moderne conservatieve politieke partij.
Voor de parlementsverkiezingen in 2022 is Jobbik een van de partijen die deel maakt van een gezamenlijke lijst tegen Fidesz.

## Geschiedenis en ontwikkeling

### Oprichting
De beweging werd oorspronkelijk in 2002 opgericht als de Rechtse Jeugd Vereniging (Jobboldali Ifjúsági Közösség - JOBBIK) door een groep katholieke en protestantse studenten. De politieke partij Jobbik zag het licht in oktober 2003 met als voorman veteraan en vrijheidsstrijder uit de Hongaarse Opstand van 1956, Gergely Pongrátz.
Na haar oprichting vond de prille partij steun in een kleine groep nationalisten, die de meer extremistische ideeën van de (toentertijd meer populaire) Hongaarse Partij voor Gerechtigheid en Leven (Magyar Igazság és Élet Párt - MIÉP) afwees.
De partij beschrijft zichzelf als een principiële, conservatieve en radicaal patriottische christelijke beweging, wier fundamentele doel het beschermen van de Hongaarse waarden en belangen is.
De MIÉP was racistisch in haar standpunt ten opzichte van de Hongaarse identiteit en op zijn minst gezegd ambivalent tegenover het gebruik van geweld als politiek middel. Ook was zij ten tijde openlijk neo-fascistisch en neo-nazistisch.
Daartegenover wist Jobbik de identiteit van de Magyaren strikt cultureel te zijn en keurde geweld als christendemocratische partij ten zeerste af.
Ondanks deze tegenstelling ging Jobbik een alliantie aan met de MIÉP.

### Logo en partijkleuren
Als teken van dedicatie aan de MIÉP nam de Jobbik een van de oudste Hongaarse symbolen over als partijkleuren, het rood en zilver uit het wapen van het Huis van Árpád.
Het logo van de partij bestaat uit een gebogen patriarchaal kruis uit het wapen van Hongarije met als achtergrond het rood-wit-groen uit de nationale driekleur in een cirkel.

## Standpunten en ideologie

### Etymologische verklaring
De Beweging voor een Beter Hongarije wordt doorgaans als Jobbik aangeduid, dat in feite een woordspeling is. Het woord jobb heeft in het Hongaars een dubbele betekenis, namelijk het bijvoeglijk naamwoord beter en de richting rechts (vergelijk Engels: right).
De comparatief Jobbik betekent dan ook de betere keuze en meer naar rechts, waarmee tweemaal op de positie in het politieke spectrum wordt gedoeld.
De slogan van de partij voor de Europese Verkiezingen van 2009 luidde: 'Hongarije is van de Hongaren' (Magyarország a Magyaroké). Sommige critici beschouwden deze slagzin als tautologisch, terwijl anderen een succesvolle klacht indienden bij de Nationale Electorale Commissie, die de slagzin op de vooravond van de verkiezingen verbood omdat hij 'onconstitutioneel' was. Jobbik bleef de slogan echter gebruiken.

### Radicaal nationalisme

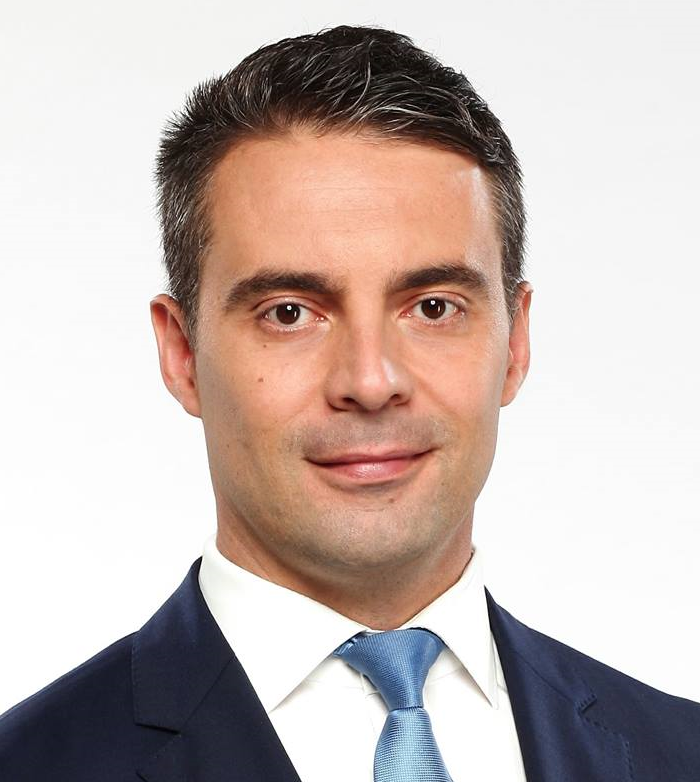
Partijleider Gábor Vona

Jobbik plaatst zichzelf in het rechts-populisme, met een nationalistische en anti-elitaire kritiek op alle bestaande politieke instituties in Hongarije. Hiermee lijkt de partij ideologisch aan te sluiten bij andere populistische partijen in Europa, waaronder de PVV in Nederland. De 43-jarige partijleider Gábor Vona beweert dat "het hardnekkige falen van de conventionele partijen in het geven van oplossingen" het meest schrijnende probleem in Hongarije is. Jobbik onderscheidt zich echter van veel andere rechts-populistische partijen in Europa zoals de PVV doordat zij naar nauwere banden met Turkije streeft. Dit komt voort uit het Hongaarse nationalisme (Turanisme).
Vona, afgestudeerd historicus, meent dat het links-rechts politieke spectrum fout en misleidend is en dat deze illusie de 'elitaire 'conventionelen in de kaart speelt. Als alternatief voor deze "illusoire splitsing" wil Jobbik de links-rechtsideologieën vervangen door een, ten eerste, neoliberaal en kapitalistisch Hongarije en, ten tweede, een sociaaldemocratische samenleving, de primaire krachten die de levens van de moderne Europeaan besturen, als afgeleide ook die van de Hongaren. Hij wijt het falen van deze maatschappij aan "het egoïsme en de corruptie van de elitaire partijen" die sinds de val van het communisme Hongarije hebben geregeerd. Hoewel soms foutief bericht, staan deze ideologieën, de kapitalistische verzorgingsstaat en Jobbiks rechts-populisme niet tegenover elkaar, maar worden door Vona als de status quo gezien, in een goede en in een slechte uitvoering.

### Hongaarse minderheden
Als gevolg van de nederlaag in de Eerste Wereldoorlog verloor Hongarije na het Verdrag van Trianon getekend te hebben een groot deel van haar grondgebied en kwamen veel etnische Hongaren buiten de grenzen van het onafhankelijke Hongarije te wonen. Tegenwoordig woont nog altijd een kwart van alle 'Magyaren' buiten Hongarije.
De Hongaarse grondwet zegt hierover: De Hongaarse Republiek heeft een verantwoordelijkheidsgevoel voor het lot van de Hongaren van buiten haar grenzen, en zal hun relaties met Hongarije aanmoedigen en koesteren. Jobbik meent dat successieve regeringen het "slecht uitkwam" om aan dit citaat uit de grondwet vast te houden. Ook geeft Jobbik de EU de schuld van deze vervreemding, niet vergeten hebbend dat een van de argumenten voor de toetreding de resolutie van de minderheden zou zijn.